# كأس روسا شيفالييه بوتيل
كانت كأس روسا شيفالييه بوتيل بطولة كرة قدم ودية تنافست فيها كل من المنتخبين الوطنيين الأرجنتيني والباراجوايي بين عامي 1923 و1971.
أقيمت مُناسبات الكأس في خمسة عشر مناسبة، فازت الأرجنتين في اثنتي عشرة منها، والباراجواي في مرتين. وفي نسخة 1925، انتهت المباراتان بالتعادل، مما يعني أنهما تقاسما اللقب.

## ملخص إحصائي
| المنتخبات | عدد المباريات | الفوز | التعادلات | الهزائم | الأهداف لصالح | الأهداف ضد | فارق الأهداف |
| --------- | ------------- | ----- | --------- | ------- | ------------- | ---------- | ------------ |
| الأرجنتين | 30            | 17    | 6         | 7       | 68            | 41         | 27           |
| باراجواي  | 30            | 7     | 6         | 17      | 41            | 68         | -27          |